# Mario Balassi

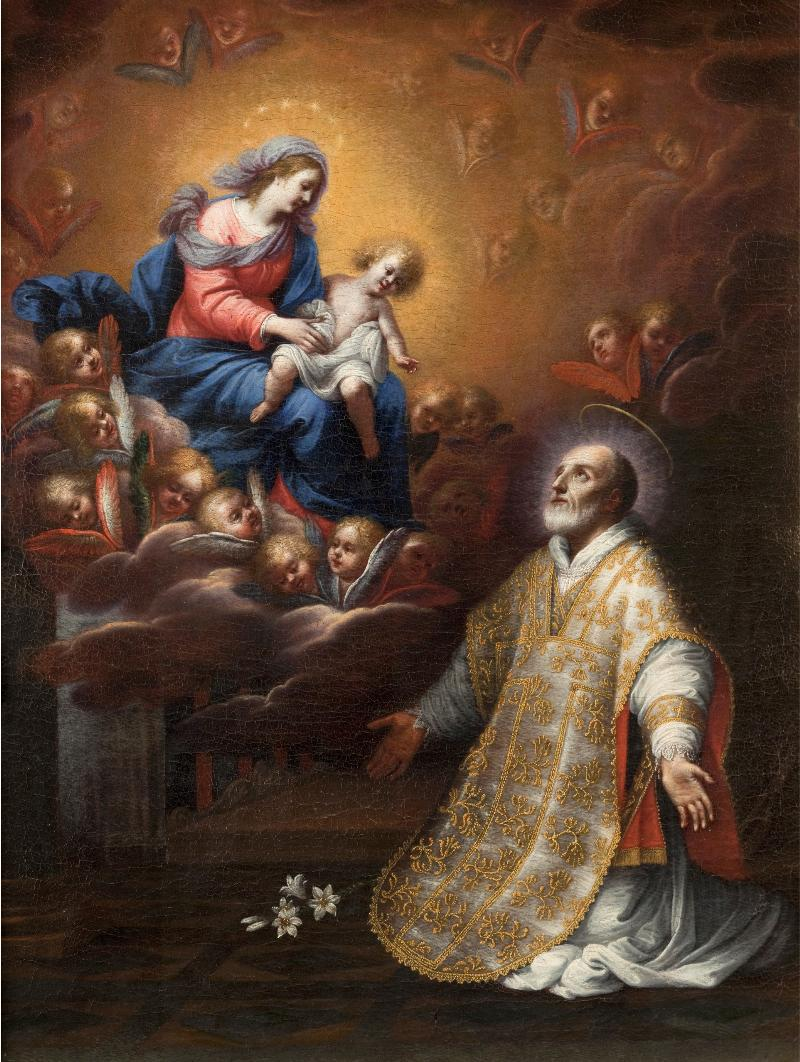
Aparición de la Virgen a San Felipe Neri.

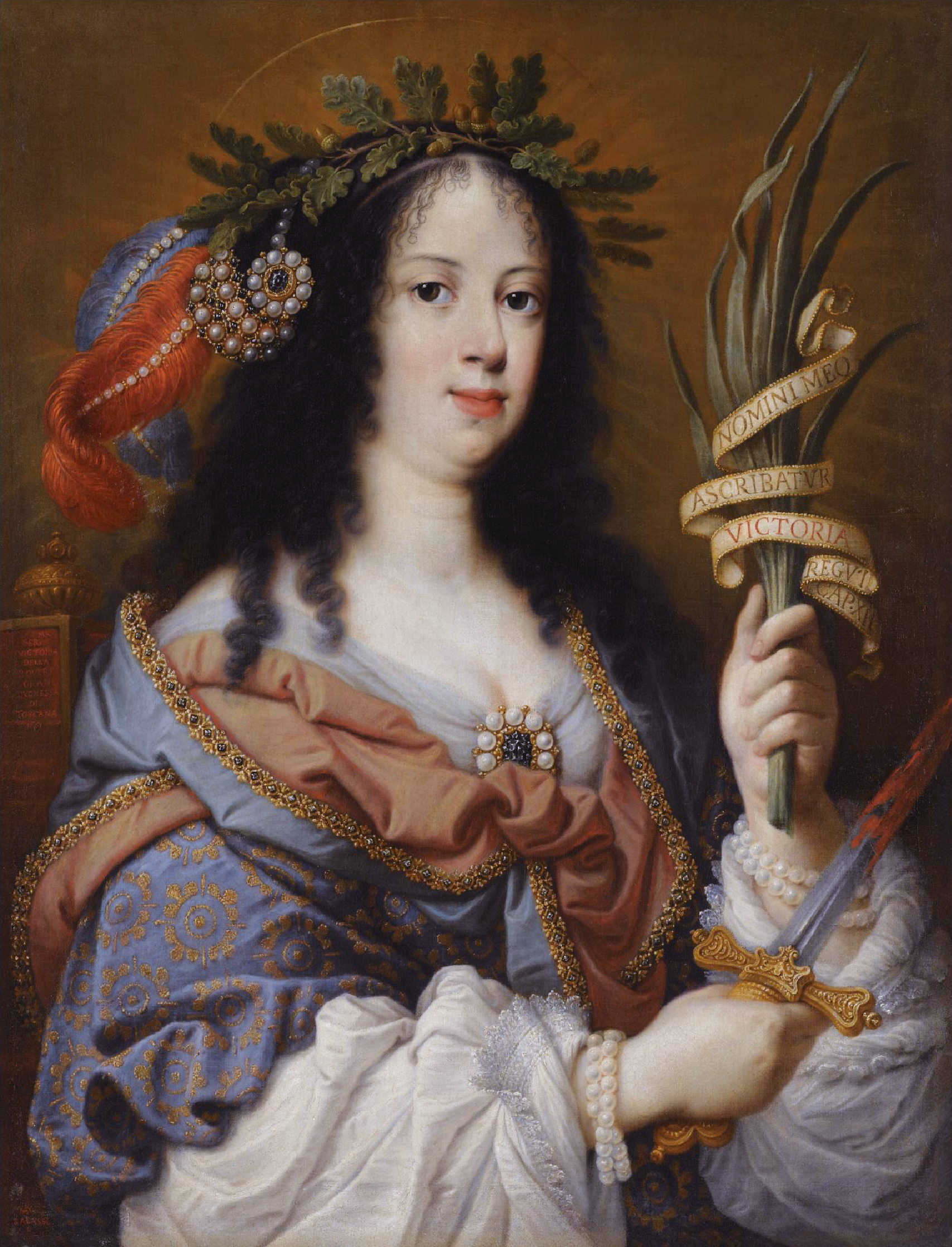
Victoria della Rovere como alegoría de la Victoria.

Mario Balassi (Florencia, 1604 - 1667) fue un pintor italiano, activo durante el período barroco.

## Biografía
Se formó como artista en el taller de Jacopo Ligozzi, y después con Matteo Rosselli y Domenico Passignano, con quien viajó a Roma. Allí residió algún tiempo, realizando un Noli me tangere para los Barberini y una copia (más exactamente, una versión libre) de la Transfiguración de Rafael para la iglesia de Santa María della Concezione de los Padres Capuchinos.
Poco después se incorporó al séquito de Ottavio Piccolomini, duque de Amalfi, a quien acompañó a Venecia y después a Viena. En la corte imperial retrató al emperador Fernando III y pintó una Virgen con el Niño.
En 1637 volvió a Florencia, donde realizó diversos encargos para instituciones religiosas, entre ellos la Basílica de San Lorenzo. Consiguió la protección del cardenal Carlos de Medicis, gracias al cual pudo retratar al gran duque Fernando II de Médici y a su esposa Vittoria della Rovere.
Balassi realizó numerosas obras de pequeño formato, de tema religioso y para la devoción privada, que pueden admirarse en diversos museos y colecciones privadas del mundo. Realizó diversos encargos para las autoridades de Prato, donde murió cuando completaba un Martirio de San Esteban, que fue completado por su alumno Carlo Dolci.

## Obras destacadas
- Noli me tangere (San Caio, Roma)
- Transfiguración (Santa María della Concezione, Roma), copia de Rafael.
- Retrato del emperador Fernando III
- Virgen con el Niño
- Retrato de Fernando II de Médici como San Jorge
- Retrato de Vittoria della Rovere como alegoría de la Victoria
- Magdalena penitente (Corredor Vasariano, Uffizi, Florencia)
- Curación de Tobías (1642-1644, Seminario Maggiore, Florencia)
- Retrato de Jacopo de' Lippi (1643, Colección Larderel Rucellai, Florencia)
- Autorretrato (Corredor Vasariano, Uffizi, Florencia)
- Trinidad con ángeles y querubines (1637, Santa María della Pietà, Prato)
- San Nicolás de Tolentino resucita a las perdices del plato (1637, San Francesco, Prato)
- San Pedro en la cárcel (1653, Colección Rucellai, Florencia)
- La Virgen se aparece a Santo Domingo (1656, Palazzo Público, Prato)
- Asunción de la Virgen con San Lorenzo y San Felipe Neri (1659, Santo Stefano, Empoli)
- Aparición de la Virgen a San Felipe Neri (1659, Pinacoteca Rambaldi, Coldirodi)
- Martirio de San Esteban (1666-1668, Museo del Duomo, Prato), completado por Carlo Dolci.